# Richard Frazer
Ricardo François Piscitelli Frazer (Buenos Aires, Argentina, 15 de marzo de 1960) es un actor, director de teatro, mago, mentalista y cantautor argentino y vive en España desde los veintisiete años. Durante sus años de trayectoria ha presentado espectáculos en colegios e institutos de secundaria, dirigidos principalmente a un público adolescente. Entre sus obras cabe destacarː «Tempestades»,«Quijote» R2D2 y el caballero de la triste figura, «Abaddon, el ángel de la mente», y «Magia y poesía de la generación del 27».

## Biografía
Richard Frazer, nombre artístico de Ricardo François Piscitelli Frazer. Desde joven trabajó en el herraje de caballos de carrera y pura sangre; al mismo tiempo asistió a clases de teatro en Buenos Aires durante los años 1978 y 1985 con directores como Luis Agustoni, de quien fue su asistente de dirección de obras; de Agustín Alezzo, discípulo de Lee Strasberg en el Actor Studio de Nueva York y con Franklin Caicedo. Sus estudios los completó con diferentes grupos de teatro intensivo en varias academias.
Aprendió canto, magia de cerca, ilusionismo, mimo, foniatria, expresión corporal, ventriloquía; y también deportes como esgrima y equitación. También se formó en el uso de instrumentos musicales como el piano, guitarra, batería y percusión. En 1985 creó la obra «Tempestades» que representó durante tres años en la Universidad de Belgrano, Buenos Aires. En 1988 se trasladó a España donde recorrió el país presentando la obra «Tempestades» y sus otras obras, dichas representaciones estaban especialmente dirigidas a Colegios e Institutos de Secundaria.
Adolfo Pérez Esquivel, lo presentó en Madrid ante el Ministerio de Educación y Cultura, donde estrenó «Tempestades» en el Museo Nacional Reina Sofía. Recibió patrocinio de Unicef España, entre los años 1992 al 1994. En 1997 colaboró con Antony Blake y en 2004 con Jorge Blass en la creación y desarrollo de ilusiones. En 2001 y 2002 creó y dirigió en el Parque Temático Terra Mítica de Benidorm (España), «Los Idus de Marzo» espectáculo de ilusionismo. En 2009 y en el mismo parque representó su obra «El Gran Houdini y la máquina del tiempo». El 27 de marzo de 2023 fue entrevistado por la Revista <<MÁS DE UNO SIERRA>> con respecto al Día Mundial del Teatro.El 12 de diciembre de 2023 presentó el libro «Mis Tempestades» en el programa «MAS DE UNO SIERRA» elaborado en conjunto con María Bilbao.

## Obras de teatro
- Tempestades (1985).[24][25][26][27][28][29][30][31][32]
- Abaddon, el ángel de la mente (1999).[33]
- R2D2 y El Caballero de la Triste Figura (2005).[34][35][36][37][38][39][40][41][42][43][44][45][46][47][48]
- Magia y Poesía de la Generación del 27 (2006).[49][50]

## Libros
- Bilbao, M. y Frazer,R. Mis tempestades. Madrid. ISBN 9788418844492